# Мар, Хосе де ла
Хосе де Ла Мар (исп. José de La Mar; 12 мая 1778 — 11 октября 1830) — южноамериканский политический деятель, военачальник. Основная карьера складывалась в Перу, где он дважды становился президентом. Некоторые историки считают его первым президентом Перу.
Хосе де ла Мар родился в Эквадоре в городе Куэнка, в двухлетнем возрасте был отправлен в Испанию вместе со своим дядей. Всё детство провёл в Испании, благодаря связям своего дяди поступил в армию и быстро продвигался по служебной лестнице. Сражался против наполеоновских войск, был пленён и увезён во Францию. После восстановления на троне Фердинанда VII, король отблагодарил Хосе де ла Мара за его службу, назначив на должность суб-инспектора вице-королевства Перу в звании бригадного генерала.
Через четыре года после прибытия в Америку Хосе де ла Мар получил звание маршала, и был назначен губернатором крепости короля Филиппа в Кальяо.

## Война за независимость Перу
В течение первых дней войны за независимость Хосе де ла Мар воевал на стороне роялистов, сохраняя верность испанской короне. Война застала Хосе де ла Мара губернатором крепости короля Филиппа в Кальяо, которую он успешно защищал. Когда 6 июня 1821 года вице-король Хосе де ла Серна вынужден был покинуть столицу город Лима, он приказал не оставлять крепость и ждать помощи, что Хосе де ла Мар с успехом и делал в течение 4 месяцев, но из-за недостаточного подкрепления по приказу вице-короля он был вынужден сдать крепость 19 сентября.
После этого Хосе де ла Мар перешёл на сторону мятежников, Хосе де Сан-Мартин присвоил ему звание дивизионного генерала, которое он принял с неохотой, поскольку уже имел звание маршала испанских войск.
От президентства он был отстранён в результате переворота, организованного Августином Гамарра, и был вынужден уехать в Коста-Рику, где и прожил оставшуюся жизнь.